# Dino Baggio
Dino Baggio, född 24 juli 1971, är en italiensk före detta professionell fotbollsspelare. Baggio spelade 60 landskamper för Italien och deltog bland annat i VM 1994 i USA. 
Vann ett antal mindre pokaler under Parmas storhetstid i mitten och slutet av 1990-talet.